# Incendio del Teatro Cine Montes en Guadalajara

El Incendio del Teatro Cine Montes, un suceso ocurrido el 6 de julio de 1941, fue un fuego que destruyó el edificio donde funcionaba la mencionada sala cinematográfica, por la calle Mezquitán entre Angulo, y Herrera y Cairo (donde actualmente se ubica el Jardín del Refugio), en la Zona Centro de la ciudad de Guadalajara.
El siniestro se originó luego de que un rayo cayó sobre la pantalla. Gran parte del público asistente se atemorizó al ver las llamas y se precipitó en estampida hacia las puertas, acción en la que fallecieron aplastadas 86 personas, y once más resultaron heridas.
El diario matutino guadalajarense El Informador publicó en la parte superior derecha de la página 13 (indexada como página "5" en el sitio web de su hemeroteca digital) de su edición del domingo 6 de julio de 1941 un anuncio desplegado en el que anunciaba las dos películas que serían proyectadas ese día: La venganza de Bulldog Drummond (1937), con John Barrymore, John Howard, y Reginald Denny, y La vuelta del Charro Negro (1941), con Raúl de Anda, Carmen Conde y Fernando Fernández.